# Аргентина на летних Олимпийских играх 1932
Аргентина принимала участие в Летних Олимпийских играх 1932 года в Лос-Анджелесе (США) в шестой раз за свою историю, и завоевала одну серебряную и три золотых медали.

## Серебро
- Бокс, мужчины — Амадо Асар.

## Золото
- Лёгкая атлетика, мужчины, марафон — Хуан Карлос Сабала.
- Бокс, мужчины — Кармело Робледо.
- Бокс, мужчины — Сантьяго Ловель.